# 板倉譲治
板倉 譲治（いたくら じょうじ、明治45年（1912年）6月3日 - 平成9年（1997年）4月8日）は、日本の財界人。三井銀行取締役社長、全国銀行協会連合会会長等を歴任。父親は貴族院勅選議員の板倉卓造。東京出身。

## 経歴
慶應義塾幼稚舎、慶應義塾普通部卒業。
- 昭和10年（1935年）慶應義塾大学経済学部卒業[1]。
- 昭和49年（1974年）三井銀行取締役社長（ - 1978年）[1]。
- 昭和50年（1975年）全国銀行協会連合会会長（ - 1976年）[1]。
- 昭和52年（1977年）内外編物取締役（ - 1977年）[1]。
- 昭和53年（1978年）同行相談役。
- 昭和54年（1979年）富士写真フイルム監査役、台糖監査役、三井不動産相談役（ - 1988年）[1]。
- 昭和55年（1980年）日本原子力事業監査役（ - 1989年）、大阪商船三井船舶取締役[1]。
- 昭和57年（1982年）相模鉄道取締役[1]。
- 昭和58年（1983年）勲二等旭日重光章を受章[1]。
  - その他、日本経営者団体連盟理事、経済団体連合会理事、恩賜財団済生会理事、政府審議会委員、連合三田会会長、東京歯科大学・東京医科大学の要職等を歴任。
- 平成9年（1997年）前立腺癌のため死去[1]。

## 著書
- 『私の金融論』（1995年）